# IC 4656
IC 4656 — галактика типу Sc (компактна спіральна галактика) у сузір'ї Жертовник.
Цей об'єкт міститься в оригінальній редакції індексного каталогу.